# زبير بلحر
زبير بلحر (بالإنجليزية: zoubir belhor)‏ هو ممثل جزائري، مواليد وهران. شارك في كوميدي فن سنة 2012، ثم في عرب كاستنج ليفوز باللقب

## السيرة الذاتية
أتيحت له الفرصة الأولى لمعرفة الجمهور له سنة 2000، حين منح له الممثل محمد ميهوبي الفرصة وفتح أمامه أبواب المسرح، حيث انضم إلى جمعة المسرحية التي يترأسها، وقد وجد الدعم المعنوي، مما مكنه من تفجير طاقته الإبداعية في مجال التمثيل، إلى جانب مجموعة من الشباب، في مقدمتهم يوسف قواسمي، حارث، الأخوين بناي والممثل محمد خساني، فكانت بالنسبة له فرصة ثمينة أكسبته وعلمته الكثير، وكل هذه العوامل ساهمت بشكل كبير في بلورة طاقته الفنية.

## أعمال

### برامج
- 2012: كوميدي فن، مشترك.
- 2015: المستشفى الكبير، مشارك في التقديم.
- 2015: عرب كاستنج، مشترك.
- 2016: زبير شو، المقدم.

### مسلسلات
| السنة | العنوان          | الدور | تفاصيل |
| ----- | ---------------- | ----- | ------ |
| 2013  | فقر مونتال       |       |        |
| 2016  | بوضو 2           |       |        |
| 2017  | بيبيش و بيبيشة 4 |       |        |